# Adam Bareiro
Adam Fernando Bareiro Gamarra, noto semplicemente come Adam Bareiro (Asunción, 26 luglio 1996), è un calciatore paraguaiano, attaccante del Fortaleza.

## Caratteristiche tecniche
È un centravanti.

## Carriera

### Club
Cresciuto nel settore giovanile dell'Olimpia, ha esordito in prima squadra il 1º febbraio 2015 in occasione dell'incontro di campionato perso 1-0 contro il Rubio Ñu.

### Nazionale
Il 12 ottobre 2023 esordisce in nazionale maggiore nella sconfitta per 1-0 contro l'Argentina.

## Palmarès
- CONCACAF Champions League: 1

Monterrey: 2019